# Fil de Gorges
Le Fil de Gorges, ou Gorget, est une rivière française de Normandie, affluent de la Douve en rive droite, dans le département de la Manche.

## Géographie
Le Fil de Gorges prend sa source en forêt de Saint-Sauveur, sur le territoire de Saint-Sauveur-le-Vicomte et prend la direction de l'est puis du sud et du sud-ouest. Il contourne le territoire de Catteville, reprenant ainsi la direction de l'est, traversant les marais de la Sangsurière et de l'Adriennerie. Il se joint aux eaux de la Douve entre Saint-Sauveur-le-Vicomte et Varenguebec, après un parcours de 15,6 km à l'ouest de la péninsule du Cotentin et des marais du Cotentin.